# Mùa đoàn tụ
Quê hương mùa đoàn tụ (từ năm 2021 rút gọn thành Mùa đoàn tụ) là một chương trình do Ban Thanh thiếu niên, Đài truyền hình Việt Nam phối hợp với Tập đoàn Công nghiệp – Viễn thông Quân đội tổ chức, phát sóng vào đêm giao thừa Tết Nguyên đán hằng năm trên tất cả các kênh truyền hình của VTV từ năm 2020 đến 2022.

## Nội dung
Mùa đoàn tụ là một show nghệ thuật đỉnh cao, hội tụ các gương mặt danh tiếng của Việt Nam trong và ngoài nước, thể hiện ý nghĩa lớn lao nhất của ngày tết truyền thống - sum họp bên gia đình, trở về với quê hương, đánh thức mối giao cảm nguồn cội.

## Dẫn chương trình
- Đặng Diễm Quỳnh (2020 - 2021)
- Phạm Công Tố (2020 - 2022)
- Đoàn Minh Hằng (2022)
- Vũ Anh Tuấn (2022)

## Khách mời
- Nghệ sĩ, NGND Thái Thị Liên
- NSND Đặng Thái Sơn
- Nguyên Lê
- NSND Trần Hiếu
- Nhạc sĩ Trần Tiến
- Trần Thu Hà
- Mỹ Linh
- NSƯT Thanh Lam
- Trung tướng Phạm Tuân
- Phó Giáo sư, Tiến sỹ Phạm Anh Tuấn
- Nguyễn Công Trí
- Trọng Tấn
- Cẩm Vân
- Khắc Triệu
- Hồ Hoài Anh
- Lưu Hương Giang
- NSND Lê Khanh
- NSND Trung Hiếu
- NSƯT Chiều Xuân
- Hồng Diễm
- Thu Quỳnh

Cùng một số vị khách mời khác...

## Nhà tài trợ
- Tập đoàn Viettel (2020–2022)